# Élections municipales de 2019 en Irlande
Les élections municipales irlandaises de 2019 ont lieu le 24 mai 2019 en Irlande. Des élections européennes et un référendum sur les conditions d'obtention du divorce sont organisés le même jour. 

## Mise en œuvre
Chaque zone d'administration locale est divisée en circonscriptions électorales locales (en anglais : local electoral areas ou LEAs) dans lesquelles trois à sept conseillers sont élus à la proportionnelle au moyen du vote unique transférable. Hormis ceux des villes de Dublin, Cork et Galway, les districts municipaux se réunissent et comprennent ainsi les conseillers d'une ou plusieurs LEAs.